# Jordan Bratman
Jordan Philipp Bratman (Los Angeles, 4 de junho de 1977) é um executivo musical. Responsável pela produção musical de grandes nomes da música, como P!nk, Madonna, Michael Jackson, TLC, Boyz II Men e outros.
Jordy, como era chamado pela ex-esposa Christina Aguilera, cresceu no mundo da indústria músical pelo seu ouvido apurado e sua facilidade de descobrir novos talentos.

## Biografia
Jordan Philipp Bratman nasceu em South Bronx, Nova Iorque. Ele é filho de Gail e Jack, um produtor musical, e tem um irmão, Josh.

## Carreira
Bratman emplacou seu primeiro sucesso na indústria musical aos 16 anos. Logo ele estava em diversas gravadoras em Nova York. Enquanto se formava em Gerenciamento de Empresas na Universidade de Tulane, em Louisiana, Jordan começou a trabalhar com artistas locais que estavam em início de carreira, na gravadora American Sector, em New Orleans.
O ouvido aguçado de Bratman para encontrar talentos, atraiu a atenção do produtor, vencedor do Grammy, Dallas Austin, o qual em 1999 elegeu Jordan para gerenciar a A&R da DARP Music. DARP rapidamente se tornou uma das produtoras musicais de maior sucesso no mundo. E em apenas dois anos, Jordan passou a ser responsável pela produção musical de hits para grandes estrelas, incluindo Madonna, Michael Jackson, Boyz II Men, TLC, e P!nk. Em seguida, se mudou para Los Angeles, onde trabalhava para a UMG Soundtracks, selecionando a trilha sonora para filmes da Universal Pictures, tais como Bad Boys 2, e Honey. Mais recentemente, Jordan se uniu ao Azoffmusic Management, para trabalharem em conjunto.

## Vida pessoal

### Casamento e separação
Bratman e a cantora Christina Aguilera se conheceram em Outubro de 2002, em uma reunião de sua equipe da gerência. Em Novembro de 2005, eles se casaram, no Condado de Napa, Califórnia. Em 12 de Janeiro de 2008, Christina deu à luz o primeiro e único filho do casal, chamado Max Liron Bratman. Em 14 de Outubro de 2010, o casal oficializou a separação, e apenas dois dias depois, Aguilera pediu o divórcio.